# Partito Repubblicano Italiano
Il Partito Repubblicano Italiano (PRI) è un partito politico italiano.
Fondato nel 1895, il PRI è il più antico partito tuttora esistente in Italia ed ha mantenuto immutati il nome, il simbolo (una foglia di edera) e le basi ideologiche del mazzinianesimo e del radicalismo, riconducibili alle elaborazioni di Giuseppe Mazzini, Aurelio Saffi, Carlo Cattaneo, Ugo La Malfa e Giovanni Spadolini.

## Storia

### Presupposti nel Risorgimento e l'unità d'Italia

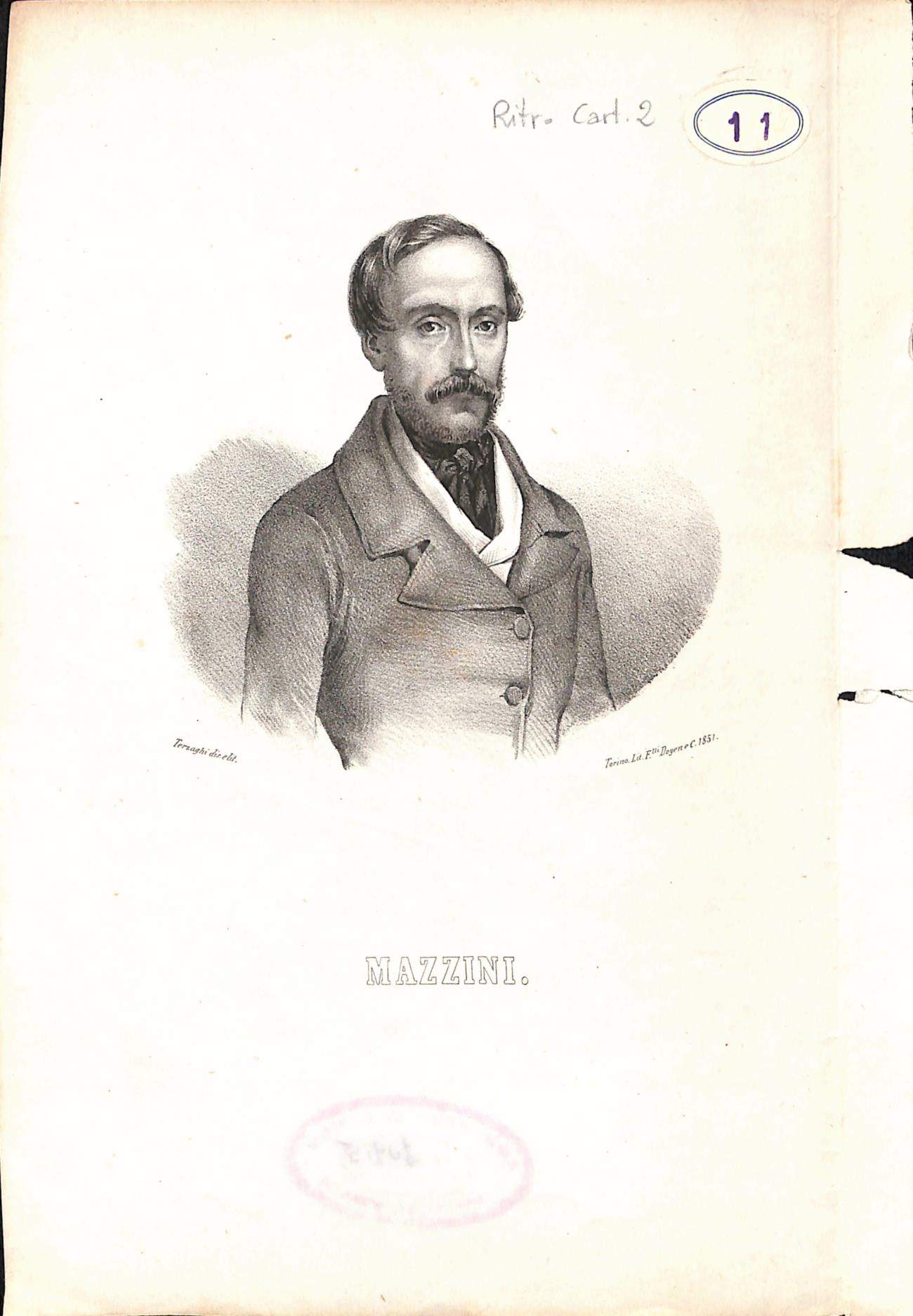
Giuseppe Mazzini

Il Partito Repubblicano Italiano affonda le proprie radici politiche nell'idea del repubblicanesimo (ideale presente da sempre in Italia e ravvivato nel periodo delle cosiddette repubbliche giacobine), con i suoi riferimenti ideali e culturali nel Risorgimento. Per la precisione esso trae origine nel filone democratico, mazziniano, radicale e rivoluzionario, i cui massimi rappresentanti sono stati Giuseppe Mazzini, Carlo Cattaneo, Carlo Pisacane, Aurelio Saffi e per un certo periodo anche Giuseppe Garibaldi.
La prima organizzazione politica con l'obiettivo di trasformare l'Italia in una repubblica democratica unitaria secondo i principi di libertà, indipendenza e unità, destituendo gli Stati preunitari, fu la Giovine Italia (o Giovane Italia), l'associazione politica insurrezionale fondata a Marsiglia nel luglio 1831 da Mazzini.
La Giovine Italia costituì uno dei momenti fondamentali nell'ambito del Risorgimento italiano ed ebbe anche un respiro europeo, entrando a far parte della più ampia associazione politica mazziniana, la Giovine Europa (1834), assieme ad altre associazioni simili come la Giovane Germania, la Giovine Polonia e la Giovine Svizzera. Nel 1833 a Taganrog, in Russia, anche Garibaldi aderì alle idee mazziniane.
Il 5 maggio 1848 la Giovine Italia fu sciolta da Mazzini che la trasformò nell'Associazione Nazionale Italiana. Nel marzo 1853 lo stesso Mazzini fondò il Partito d'Azione.
L'annuncio della fondazione del partito fu dato da Mazzini nel marzo 1853 con la pubblicazione dell'opuscolo Agli italiani, dove si sosteneva che nonostante il fallimento del moto milanese del 6 febbraio dello stesso anno ormai «il fremito d'emancipazione [era] sceso alle moltitudini», pertanto Mazzini esortava i connazionali a impegnarsi in un'azione ripetuta e continua per suscitare quella scintilla che avrebbe provocato l'incendio di tutta la penisola e tramite l'azione delle bande l'insurrezione popolare. Diversamente dalle previsioni del suo fondatore, le prime azioni poste in essere dal movimento democratico ebbero esito fallimentare, quali la spedizione di Sapri (1857) in cui perì Carlo Pisacane e il moto di Genova dello stesso anno.

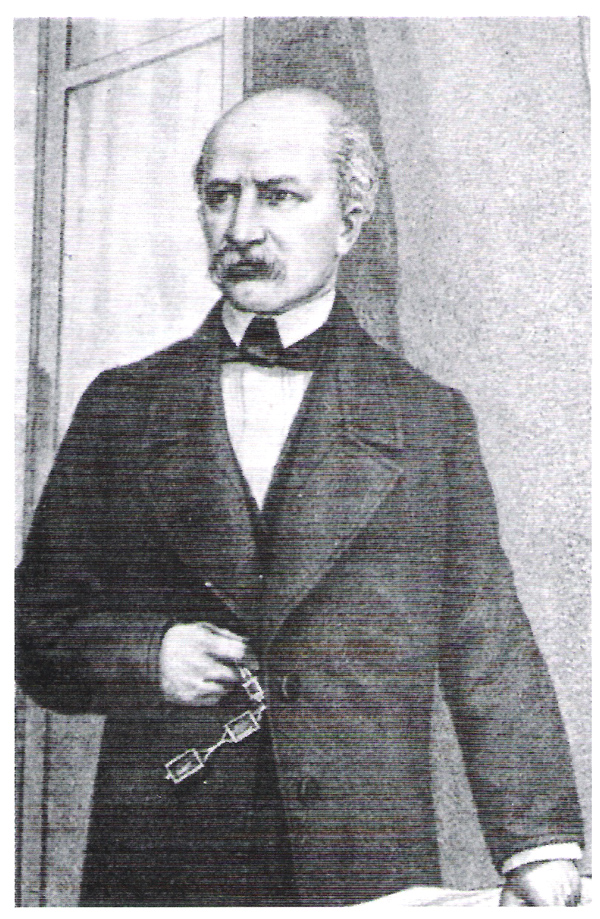
Carlo Cattaneo

In contrapposizione con i moderati raccolti attorno alla monarchia dei Savoia e Cavour, i repubblicani si opponevano alla guerra regia, ai plebisciti, alle annessioni e alla piemontesizzazione dell'Italia, sostenendo la necessità di una sollevazione del popolo per conseguire l'Unità, il diritto d'assemblea sindacale e il suffragio universale in luogo di quello ristretto e censitario.
Un momento significativo del processo di formazione del partito risale alla nascita dell'organo di stampa ufficiale dei repubblicani italiani, ovvero L'unità italiana diretto da Maurizio Quadrio (1861) e successivamente con il primo congresso della Federazione dei Movimenti Democratici Italiani, svoltosi a Parma nell'aprile 1866.
Il congresso rese evidenti le correnti fondamentali del movimento repubblicano in Italia: la destra parlamentaristica e radicale di Agostino Bertani; la linea di Giuseppe Mazzini, disposto anche a stringere accordi e ad accettare soluzioni in modo da completare l'Unità d'Italia; e gli intransigenti, contrari a qualsiasi compromesso con la dinastia sabauda e sdegnati verso la politica economica e sociale del nuovo Stato unitario.
Fu la corrente massimalista e irriducibile a prevalere, eleggendo un triumvirato nelle persone di Maurizio Quadrio, Giuseppe Marcora e Vincenzo Brusco Onnis, determinando l'estraneazione dalla vita politica e l'astensionismo elettorale del movimento repubblicano nei decenni a venire.
Mazzini proseguì comunque nell'appoggio al reclutamento dei volontari garibaldini in occasione della terza guerra d'indipendenza (giugno 1866) e della spedizione del 1867, conclusa tragicamente a Mentana. Deluso tuttavia dal fallimento delle sue iniziative, Mazzini sciolse il Partito d'Azione e si adeguò alla linea degli intransigenti.

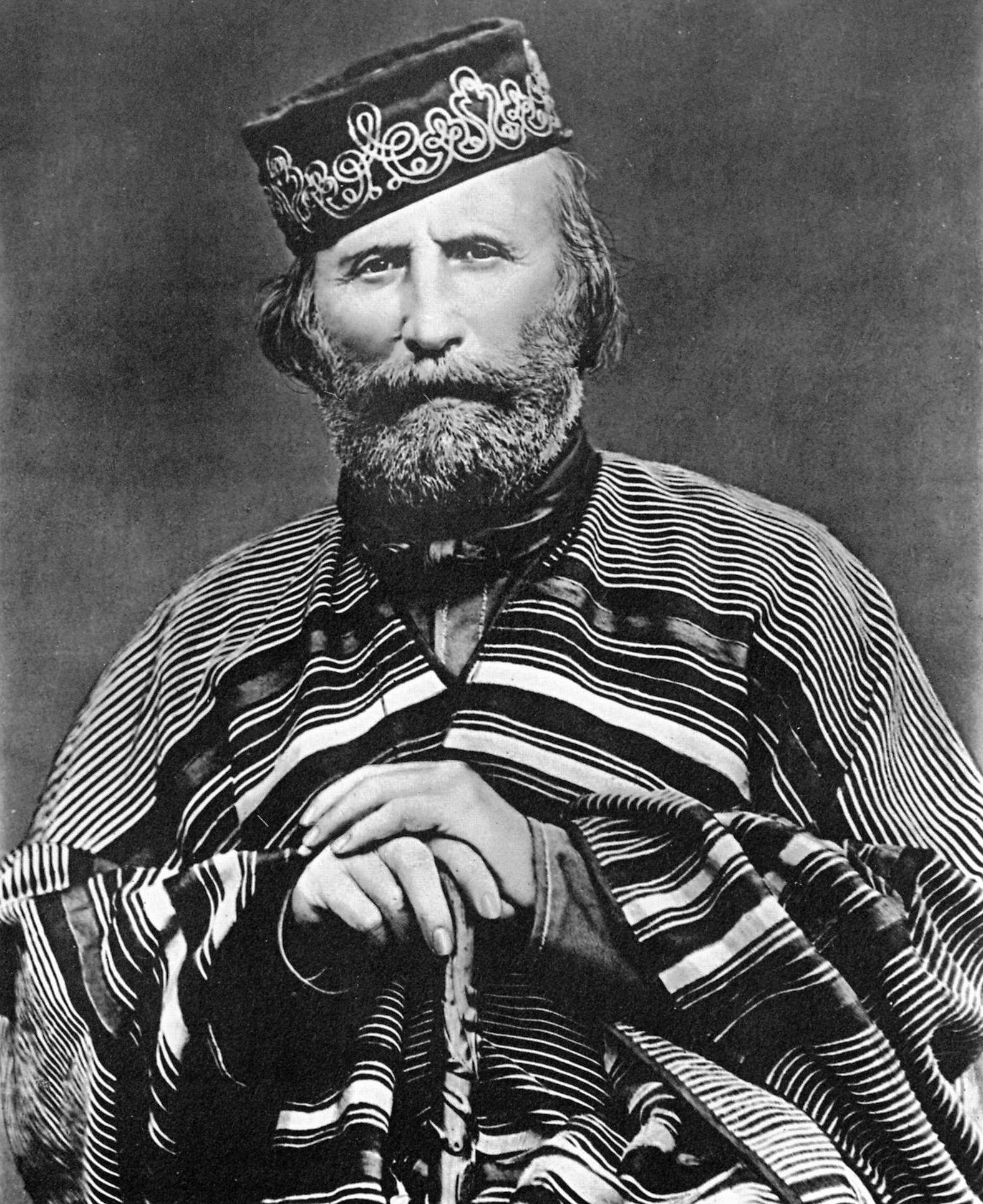
Giuseppe Garibaldi

Ciò non ne comportò l'inattività politica in quanto i repubblicani cominciarono a dar vita alle prime organizzazioni del movimento dei lavoratori (associazioni operaie, casse mutue, cooperative e scuole popolari) e nel 1871 a Roma per sua specifica iniziativa fu stretto il patto di fratellanza tra le Società operaie.
Nello stesso anno Garibaldi, reduce dalla guerra franco-prussiana in cui aveva vittoriosamente combattuto a Digione in difesa della Francia alla testa di volontari italiani e stranieri, ruppe definitivamente con Mazzini, prendendo posizione favorevole verso la Prima Internazionale dei lavoratori.
Peraltro la propaganda degli internazionalisti mise in difficoltà i repubblicani, che riuscirono comunque a mantenere un radicamento a livello locale e popolare, ma limitato alla Romagna, alle Marche, all'Umbria, al litorale toscano, al Lazio e alla Sicilia occidentale, che sarebbero rimaste sempre le roccaforti repubblicane.
Alla morte del principale promotore del Risorgimento almeno quattro sono le correnti del repubblicanesimo: i cosiddetti mazziniani puri, ancora nostalgici del metodo insurrezionale e comprendenti gli intransigenti, su una linea di assoluto antiparlamentarismo; il gruppo di Alberto Mario, anch'egli astensionista, ma convinto dell'esistenza di spazi per la lotta politica pur in regime di monarchia; i seguaci di Garibaldi, indulgente alle idee socialiste e internazionaliste, a volte anche pacifiste e comunque caratterizzate da un profondo anticlericalismo; e la corrente radicale di Agostino Bertani, deciso a ottenere per via costituzionale le riforme democratiche e che nel 1877 avrebbe costituito assieme a Felice Cavallotti il gruppo dell'Estrema sinistra nel Parlamento italiano, separandosi dai repubblicani.
Figura di spicco in quest'epoca tumultuosa fu Aurelio Saffi, che costituì la guida morale del passaggio dall'astensionismo alla presenza politica nelle istituzioni.

### Fine dell'astensionismo e nascita del partito

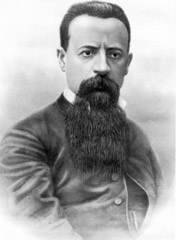
Giovanni Bovio

Il 2 agosto 1874 a Villa Ruffi, presso Rimini, la polizia fece irruzione nel corso di una riunione repubblicana, arrestando ventotto partecipanti, tra cui il già triumviro della Repubblica Romana Aurelio Saffi e il futuro presidente del Consiglio Alessandro Fortis. Tale episodio contribuì ad approfondire il solco tra i repubblicani e le istituzioni.
La scelta astensionistica fu ribadita al XIV Congresso generale delle Società Operaie Italiane affratellate, tenutosi a Genova tra il 24 e il 26 settembre 1876.
L'astensionismo elettorale rischiava tuttavia di rendere sterile l'azione politica, così alcuni repubblicani meno intransigenti in occasione delle elezioni politiche del 1880 decisero di partecipare alle consultazioni elettorali. Furono quindi eletti i primi deputati, che si iscrissero al gruppo dell'Estrema sinistra insieme ai radicali di Bertani e Cavallotti. La loro composizione sociale era eterogenea, comprendendo sia piccoli borghesi, come Giovanni Bovio e Napoleone Colajanni, ma anche operai, come Valentino Armirotti e il geografo Arcangelo Ghisleri.
Il primo congresso ufficiale del PRI che sancì la costituzione ufficiale del partito come forza politica organizzata con strutture permanenti si svolse a Bologna il 21 aprile del 1895. Fra i fondatori va citato il forlivese Giuseppe Gaudenzi, che ne divenne il primo segretario. Gaudenzi aveva promosso l'anno prima la fondazione a Forlì de Il Pensiero Romagnolo, organo ufficiale del partito.
Alle elezioni politiche del 1897 il cartello elettorale dell'Estrema, composto anche da radicali e socialisti, riuscì a eleggere ottantuno deputati alla Camera e all'indomani ventidue di essi formarono il gruppo parlamentare repubblicano. Tra di loro Giovanni Bovio, Napoleone Colajanni, Matteo Renato Imbriani, Salvatore Barzilai e Edoardo Pantano.
Nello stesso anno periva a Domokos il deputato Antonio Fratti, accorso al fianco dei greci contro l'Impero ottomano, al seguito del contingente garibaldino guidato da Ricciotti Garibaldi. Quest'ultimo avrebbe combattuto contro i turchi alla testa di volontari in difesa di Grecia, Serbia e Montenegro anche nel 1912 a Drisko.
La fine del secolo vide il PRI stipulare alleanze politico-amministrative con i socialisti e con i radicali, grazie alle quali esso riuscì a partecipare al governo di grandi città come Milano, Firenze e Roma (per esempio nella giunta guidata da Ernesto Nathan).
Tradizionalmente associati al colore rosso, i repubblicani, soprattutto in Romagna, in contrasto con i socialisti che vollero prendere per sé tale colore (costituendo così i cosiddetti nuovi rossi), diedero vita a un insieme di leghe a questo punto denominate gialle.
Tuttavia il rifiuto di partecipare ai governi liberal-democratici dell'età giolittiana impedì al PRI di dar seguito alle sue enunciazioni programmatiche, in particolare la lotta ai monopoli e il riscatto del Mezzogiorno.

### Prima guerra mondiale e avvento del Fascismo

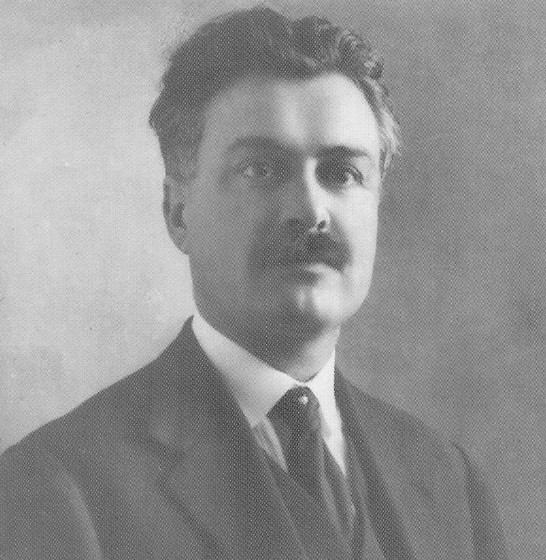
Giovanni Conti

Gli anni che precedettero la prima guerra mondiale videro come protagonista della scena politica il giovane Pietro Nenni.
Contrario alla guerra libica e per questo imprigionato nel 1911, Nenni fu segretario della Camera del lavoro di Forlì. II 7 giugno 1914 ad Ancona nel corso di un suo comizio antimilitarista, insieme all'anarchico Errico Malatesta, la polizia aprì il fuoco sui partecipanti, uccidendo due militanti repubblicani e un anarchico. Ne seguì una settimana di scioperi e di agitazioni in gran parte dell'Italia (cosiddetta settimana rossa).
Allo scoppio della prima guerra mondiale il PRI si schierò dalla parte degli interventisti, collocandosi nel filone democratico-irredentista. Obiettivo dei repubblicani era correre in aiuto della Francia (considerata la patria dei diritti dell'uomo) contro gli Imperi centrali tedesco e austriaco, visti come gli emblemi dell'autoritarismo e della reazione, nonché riunire all'Italia le "terre irredente" di Trento e Trieste.
Tra il 1915 e il 1917 i primi esponenti repubblicani (Salvatore Barzilai e Ubaldo Comandini) parteciparono ai governi di Unione Nazionale di Salandra e di Boselli.
Dopo la guerra il PRI ritentò un accordo con le altre forze di sinistra al Convegno di Firenze del 1918, ma fallì perché il Partito Socialista Italiano era ormai sotto il controllo dei massimalisti. Nel 1921 Pietro Nenni uscì dal PRI per entrare nel PSI. I repubblicani, come fece ad esempio Giovanni Querzoli, tornarono a fondare associazioni e consorzi.
L'avvento del fascismo vide il PRI saldamente all'opposizione, sebbene alcuni repubblicani avessero aderito ai fasci di combattimento (ad esempio Italo Balbo). Nel 1922 a Roma un gruppo di repubblicani, tra i quali Giovanni Conti, Raffaele Rossetti, Fernando Schiavetti, Mario Angeloni e Cino Macrelli, fondò il movimento antifascista l'Italia libera, nominandone segretario il giovane Randolfo Pacciardi.

Il simbolo della lista del partito alle elezioni del 1924, in cui ottenne l'1,87% dei voti e 7 seggi in parlamento

La violenza dello squadrismo fascista prese di mira anche gli esponenti repubblicani, con i deputati Alfredo Morea e Cipriano Facchinetti fermati dalla polizia mentre Fernando Schiavetti e l'affondatore della Viribus Unitis, Raffaele Rossetti, furono vittime di aggressioni e furono devastati gli studi professionali di Giovanni Conti e di Guido Bergamo.
Nel 1925 il segretario Giuseppe Gaudenzi inaugurò quello che sarebbe stato l'ultimo congresso del partito nel territorio italiano prima della Liberazione. Negli anni successivi lo stesso Gaudenzi dovette ritirarsi a vita privata.
Tra il 1925 e il 1926 Eugenio Chiesa, Giuseppe Chiostergi, Rossetti, Facchinetti e Mario Bergamo optarono per l'esilio, subito imitati dai ricercati Randolfo Pacciardi e Egidio Reale. Altri repubblicani che rimasero in patria, quali gli avvocati Oronzo Reale e Battista Bardanzellu, il criminologo Giulio Andrea Belloni e il giovane Federico Comandini, furono strettamente sorvegliati ed inseriti nell'apposito elenco dei sovversivi del Casellario Politico Centrale.

### In esilio durante il regime fascista

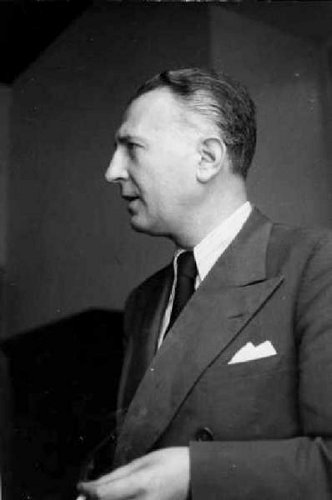
Randolfo Pacciardi

Nel frattempo il 1º gennaio 1927 il partito comunicò il suo avvenuto trasferimento all'estero, più precisamente a Parigi.
Nello stesso anno Pacciardi stabilì la sua residenza a Lugano, dando un contributo decisivo per fare della locale sezione del PRI il principale collegamento tra l'organizzazione estera del partito e i militanti ancora attivi in patria.
Il PRI si impegnò nella lotta antifascista e molti dei suoi aderenti in esilio, come Raffaele Rossetti, entrarono nel movimento Giustizia e Libertà. Nel 1927 il partito aderì alla Concentrazione d'azione antifascista, un organismo che comprendeva anche Giustizia e Libertà e il PSI in esilio.
Nell'agosto del 1930 Rossetti (polemicamente uscito da Giustizia e Libertà) e Facchinetti dettero vita all'organizzazione clandestina La Giovine Italia. Al quarto congresso in esilio del partito, che si tenne a Saint Louis nel 1932, Rossetti si pose a capo della corrente contraria alla partecipazione del PRI alla Concentrazione antifascista e alleatosi con la sinistra filo comunista (Fernando Schiavetti) fu eletto segretario politico.
Al congresso successivo che si tenne a Parigi l'anno dopo invece sull'opposto programma filo concentrazionista fu eletto segretario politico Randolfo Pacciardi.
Il PRI fu anche in prima fila durante la guerra civile spagnola. Fu Pacciardi ad aver per primo l'idea di un corpo di volontari a sostegno della Spagna democratica minacciata dalla rivolta dei militari ribelli, raccogliendo il celeberrimo appello del giellista Carlo Rosselli «Oggi in Ispagna, domani in Italia!». Pacciardi pensava a una legione italiana assolutamente apartitica, organizzata secondo il modello dei garibaldini che nel 1897 e 1898 avevano combattuto in Grecia contro i turchi o di quelli accorsi in Francia nel 1914 prima dell'entrata in guerra dell'Italia. Già noto come capo militare per la sua audacia e considerato imparziali sia dai socialisti sia dai comunisti, il 26 ottobre 1936 firmò a Parigi l'accordo per la formazione del Battaglione Garibaldi (poi Brigata Garibaldi) sotto il patronato politico dei partiti socialista, comunista e repubblicano e con il concorso delle organizzazioni aderenti al comitato italiano pro Spagna, accettandone il comando.
Altri repubblicani italiani accorsi in difesa della Repubblica spagnola furono Mario Angeloni, ufficiale della colonna italiana, caduto nella battaglia del Monte Pelato; Etrusco Benci, poi internato nel campo francese di Argelès; Giorgio Braccialarghe, comandante del plotone d'assalto del Battaglione Garibaldi; e Ilario Tabarri, in seguito confinato a Ventotene, che fu comandante dell'8ª Brigata Garibaldi Romagna durante la Resistenza.
Nell'estate del 1937 in dissenso con i comunisti per la mancata realizzazione di una brigata completamente italiana e contrario all'uso della Brigata Garibaldi contro gli anarchici, Pacciardi lasciò la Spagna. Il 4 dicembre 1937 a Parigi fondò il settimanale La Giovine Italia, al quale si affiancò nella conduzione il giornalista ed ex dirigente di Giustizia e Libertà Alberto Tarchiani. Al settimanale collaborò con numerosi articoli anche l'ex Ministro degli Esteri Carlo Sforza, parimenti esule in Francia.
All'indomani dell'ottavo congresso del PRI in esilio (Parigi, 1938), Pacciardi fu rieletto segretario politico, sia pur affiancato collegialmente da Cipriano Facchinetti.
Alla vigilia dello scoppio della seconda guerra mondiale Pacciardi propose al governo francese la costituzione di un Comitato nazionale italiano, composto da esuli antifascisti, combattenti sotto la bandiera tricolore a difesa della Francia, ma non contro altri italiani. L'occupazione tedesca della Francia (1940) costrinse numerosi rifugiati repubblicani, Pacciardi compreso, a emigrare nuovamente, dissolvendo l'organizzazione del partito all'estero.

### Nella Resistenza e avvento della Repubblica

Carlo Sforza

Il 4 giugno 1942 nell'abitazione romana di Federico Comandini rinacque il Partito d'Azione riprendendo il nome del movimento politico risorgimentale fondato nel 1853 da Mazzini.
Alcuni repubblicani, come Oronzo Reale, Giulio Andrea Belloni, l'ex GL Ferruccio Parri e gli economisti Ugo La Malfa e Bruno Visentini, entrarono nel nuovo partito.
Tuttavia dopo il 25 luglio 1943 Giovanni Conti, anche a nome degli esponenti storici Cipriano Facchinetti, Oliviero Zuccarini e Cino Macrelli, riprese le pubblicazioni de La Voce Repubblicana, proclamando a Roma la ricostituzione del Partito Repubblicano Italiano. Inoltre il 9-10 ottobre dello stesso anno a Portsmouth si tenne un nuovo Congresso del partito in esilio e il 5 dicembre seguente a Milano un Congresso clandestino dell'Alta Italia. Ciò mise in difficoltà i già complicati rapporti tra i vari esponenti del PRI in Italia e all'estero.
Il PRI decise di non far parte del Comitato di Liberazione Nazionale, l'assemblea dei partiti antifascisti creata dopo l'8 settembre 1943. I repubblicani, da sempre avversi ai Savoia, non approvarono la scelta del CLN di considerare legittima la monarchia. Secondo gli storici si deve a Giovanni Conti, l'uomo dell'intransigenza repubblicana, l'aver posto questa pregiudiziale agli altri partiti del comitato. Tuttavia in periferia non mancarono i rapporti tra i repubblicani e i Comitati di liberazione locali per non compromettere l'unità della lotta al nazifascismo. Nella stessa Roma e nel Lazio durante l'occupazione nazifascista Battista Bardanzellu si pose al comando di una Brigata Mazzini, operante unitariamente alle squadre del Partito d'Azione, mentre le squadre romane formate direttamente dal partito erano guidate dal veterano della guerra civile spagnola, Giorgio Braccialarghe.
La guerra di resistenza vide la partecipazione di molti repubblicani come Oddo Biasini, Libero Gualtieri e Osvaldo Abbondanza, sempre attraverso le proprie formazioni armate chiamate Brigate Mazzini, soprattutto dopo la liberazione di Roma. Braccialarghe fu paracadutato vicino a Pistoia, onde coadiuvare il coordinamento della brigate partigiane che avevano le Alpi Apuane come zona operativa. In Emilia-Romagna, Piemonte, Liguria, Lombardia e nelle Tre Venezie furono costituiti cinque raggruppamenti regionali delle Brigate Mazzini mentre nella sola Lombardia furono costituite cinque brigate.
Nel frattempo era rientrato in Italia Randolfo Pacciardi, che nel Convegno Nazionale del 26-27 maggio 1945 fu confermato segretario politico del partito per acclamazione.
La linea politica che Pacciardi impresse al PRI (in contrasto con la corrente facente capo a Giovanni Conti) fu quella dell'unità d'azione con le altre forze politiche favorevoli alla repubblica, in particolare il Partito d'Azione, dal quale era già rientrato Giulio Andrea Belloni. Tale linea subì uno stop a seguito del voto contrario del Comitato centrale del partito alla partecipazione alla Consulta Nazionale, ancorché tale organismo fosse presieduto da Carlo Sforza, che più volte aveva fatto dichiarazioni favorevoli alla repubblica e che alle elezioni per l'Assemblea Costituente si sarebbe presentato come indipendente nelle liste del PRI.
Il 2 giugno 1946 il popolo italiano con il referendum istituzionale scelse la forma repubblicana e il PRI vedeva finalmente soddisfatta la sua pregiudiziale fondamentale. Si aprì dunque nella politica del partito la fase della partecipazione ai governi della Repubblica italiana.

### Assemblea Costituente e centrismo

Ugo La Malfa

Presentatosi all'elezione della Costituente nel 1946, il PRI ottenne il 4,4% e si confermò forte nelle regioni dove tradizionalmente già lo era e di scarso seguito dove erano forti la Democrazia Cristiana e i partiti marxisti. Il PRI entrò nel II governo De Gasperi, insieme a DC, PCI e PSI, con i ministri Macrelli e Facchinetti.
Nello stesso anno la linea d'intesa di Pacciardi con le altre forze di sinistra segnò un punto favorevole con l'ingresso nel PRI della Concentrazione Democratica Repubblicana guidata da Ugo La Malfa e dall'ex presidente del Consiglio Ferruccio Parri, usciti dal Partito d'Azione nel febbraio insieme a Oronzo Reale e Bruno Visentini.
Al XIX Congresso svoltosi nel gennaio 1947 si scontrarono due tendenze, quella di Randolfo Pacciardi, favorevole a una collaborazione al governo col PCI; e quella di Conti e Facchinetti, che invece ritenevano il PCI responsabile dell'inefficienza del governo e volevano interromperne la collaborazione.
Alla fine pur con la rielezione di Pacciardi a segretario politico prevalse il gruppo legato a Giovanni Conti. Carlo Sforza infatti poté partecipare come Ministro degli affari esteri al III governo De Gasperi (DC, PCI, PSI) solo a titolo tecnico e non politico. Ciò gli consentì comunque di firmare il Trattato di Parigi fra l'Italia e le potenze alleate (febbraio 1947).
L'esclusione delle sinistre (maggio 1947) ebbe come conseguenza il rientro a pieno titolo del PRI nel successivo quarto governo De Gasperi, ancora con Carlo Sforza al Ministero degli Esteri e Cipriano Facchinetti alla Difesa. Pacciardi, avendo rifiutato l'anticomunismo di principio e non condividendo le contrapposizioni della guerra fredda, inizialmente non ne prese parte, ma nel dicembre del 1947 il radicalizzarsi della politica del PCI in ossequio alle nuove direttive del PCUS convertì anche Pacciardi all'anticomunismo e si convinse a entrare nel governo come vicepresidente del Consiglio dei Ministri.
Le elezioni politiche del 1948 videro quindi il PRI saldamente schierato nel campo della democrazia occidentale a fianco della DC, ma anche un cattivo risultato con il 2,5% dei voti. Proseguì comunque nella partecipazione ai governi guidati da De Gasperi dando un contributo decisivo alla linea politica del paese negli anni a venire. Il Ministro degli Esteri Sforza si adoperò per l'adesione dell'Italia al Piano Marshall, al Patto Atlantico (4 aprile 1949) e al Consiglio d'Europa (5 maggio 1949). Successivamente condusse anche i negoziati e firmò per l'Italia il 18 aprile 1951 il trattato istitutivo della Comunità europea del carbone e dell'acciaio (CECA). Proprio sulla politica atlantista dei governi De Gasperi, si registrò il dissenso dell'antico militante Giovanni Conti, che nel febbraio 1950 si dimise polemicamente dal PRI.
Un altro colpo alla rappresentatività del partito fu assestato da Ferruccio Parri, il quale, contrario all'appoggio dato dal PRI alla legge elettorale maggioritaria (cosiddetta "legge truffa"), uscì dal partito e aderì al movimento Unità Popolare, formatosi il 18 aprile 1953.
Nel frattempo la componente degli ex azionisti era divenuta maggioritaria e il partito si avviò sulla linea sostenuta da Ugo La Malfa, favorevole all'intervento pubblico nell'economia. Oronzo Reale, che aveva assunto la segreteria politica nel 1949, la mantenne ininterrottamente sino al 1963.
La sconfitta alle elezioni politiche del 1953 favorì una pausa di riflessione all'interno del partito (sceso all'1,6%) e il PRI si limitò ad appoggiare saltuariamente i governi centristi post-degasperiani (1953-1962), senza parteciparvi.
Nel 1959 Ugo La Malfa assunse la direzione de La Voce Repubblicana e a partire dal quarto Governo Fanfani (1962), appoggiato dall'esterno anche dal PSI, il partito rientrò stabilmente nella compagine governativa.

### Guida di Ugo La Malfa

Bruno Visentini

La politica di La Malfa stava guidando progressivamente il PRI nell'ambito della formula del centro-sinistra, per la quale Pacciardi, assertore del liberismo, aveva dichiarato apertamente la propria opposizione. Nel XXVII Congresso del marzo 1960 la corrente facente capo a quest'ultimo (40% dei voti) fu sconfitta da quella aperta all'alleanza con il PSI, guidata da La Malfa (58%).
Il 4 dicembre 1963 nella votazione per la fiducia al primo governo di centro-sinistra (Governo Moro I), al quale il PRI partecipava con Reale alla Giustizia, Pacciardi ruppe la disciplina di partito, votò contro e fu espulso.
Nel 1964 fondò un nuovo gruppo politico, l'Unione Democratica per la Nuova Repubblica, favorevole a un'evoluzione dell'istituzione repubblicana italiana in senso presidenzialista (sul modello gollista della Quinta Repubblica francese). Pacciardi sarebbe rientrato nel partito solo nel 1981 dopo la morte di La Malfa.
Nel quarto governo guidato da Amintore Fanfani (1962-1963) La Malfa, Ministro del Bilancio, lanciò la Commissione della programmazione economica e si batté per la nazionalizzazione delle industrie elettriche.
Nel 1965 La Malfa fu eletto segretario nazionale del PRI e propose per primo l'avvio di una politica dei redditi per affrontare la questione degli squilibri settoriali e territoriali. Bruno Visentini, parlamentare dal 1972, ebbe un ruolo importante nella preparazione tecnica dell'imposta cedolare d'acconto.
Nel marzo 1974 la collaborazione del PRI con i governi di centro-sinistra andò in crisi per dissidi in materia di politica economica. In quell'anno infatti il PRI uscì dalla maggioranza per insanabili divergenze col Ministro del Bilancio Antonio Giolitti. Vi rientrò nel novembre dello stesso anno per formare un governo bicolore guidato da Aldo Moro, con La Malfa vicepresidente del Consiglio (quarto Governo Moro).
Nei primi mesi del 1979 il capo dello Stato affidò a La Malfa l'incarico di formare il nuovo governo. Dal 1945 era la prima volta che un politico non democristiano otteneva l'incarico. Il tentativo però non ebbe esito positivo e il 21 marzo venne varato il quinto Governo Andreotti, del quale La Malfa fu nuovamente vicepresidente. Cinque giorni dopo La Malfa scomparve improvvisamente. A settembre il PRI elesse Bruno Visentini presidente e Giovanni Spadolini segretario del partito.

### Pentapartito, Giovanni Spadolini presidente e massimo storico

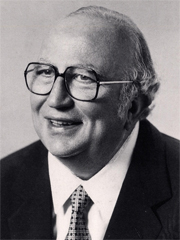
Giovanni Spadolini

Negli anni ottanta Spadolini e il figlio di Ugo, Giorgio La Malfa, legarono il PRI al pentapartito, alleanza formata da DC, PSI, PSDI e PLI. Il PRI avrebbe poi rotto con la maggioranza solo nel 1991 a causa delle reazioni scaturite dall'approvazione della legge Mammì.
Nel giugno del 1981 Spadolini fu nominato presidente del Consiglio dei ministri, il primo non democristiano della storia dell'Italia repubblicana. Il 21 gennaio 1982 presiedette a Palazzo Chigi una riunione operativa alla presenza dei responsabili delle forze dell'ordine, dove denunciò l'intreccio fra mafia, camorra e terrorismo. Per tale ragione il Parlamento approvò un disegno di legge che ottemperava al divieto costituzionale delle associazioni segrete. La loggia P2 veniva sciolta.
Il Governo Spadolini I ebbe termine nel 1982, prima di essere ricostituito nell'agosto dello stesso anno; il secondo Governo Spadolini, definito dai giornali «esecutivo fotocopia», cadde per un acceso contrasto (la "lite delle comari") tra i ministri Beniamino Andreatta e Rino Formica.
Le elezioni politiche del 1983 premiarono il partito che per la prima volta nella sua storia ebbe il 5% dei suffragi alla Camera dei deputati. A Torino era il terzo partito. Nella successiva legislatura con Bettino Craxi presidente del Consiglio, Spadolini ricoprì la carica di ministro della difesa dal 1983 al 1987: fu quindi uno dei protagonisti della crisi di Sigonella e mantenne immutata la sua posizione atlantista in contrasto a quella filopalestinese di Craxi.

Spadolini sullo scranno di presidente del Senato

Nel luglio 1987 Spadolini fu eletto presidente del Senato della Repubblica; il 12 settembre dello stesso anno il Consiglio nazionale elesse il suo successore, Giorgio La Malfa.

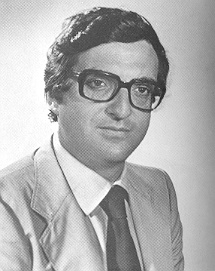
Giorgio La Malfa

### Giorgio La Malfa segretario, Patto per l'Italia e diaspora
La Malfa porta i repubblicani all'opposizione, non partecipando al Governo Andreotti VII nel 1991.
Le inchieste legate a Tangentopoli costringono il segretario a lasciare momentaneamente il comando a Giorgio Bogi.
Nel gennaio 1994 il partito si colloca al centro nella coalizione del Patto per l'Italia di Mariotto Segni e Mino Martinazzoli.
Nella quota maggioritaria si opta per la candidatura di nomi nuovi ed estranei alle vicende giudiziarie (Denis Verdini, Giannantonio Mingozzi, Piero Gallina e Mauro Fantini). A Milano è candidato il deputato Gerolamo Pellicanò.
Nella quota proporzionale l'unica eletta è Carla Mazzuca Poggiolini.
Più fortunata fu la scelta di coloro che lasciarono il partito per correre dentro i Progressisti con Alleanza Democratica, i cui eletti sia alla Camera che al Senato furono in maggioranza ex-repubblicani, tanto che anche la Poggiolini aderirà poi a questo gruppo nel 1995.
L'ingresso in politica di Silvio Berlusconi ha inaspettatamente influenzato la diaspora in seno al partito:
- Piergiorgio Massidda, Luigi Casero, Guglielmo Castagnetti, Jas Gawronski, Mario Pescante, Denis Verdini e Alberto Zorzoli aderiscono proprio a Forza Italia.
- Giorgio Bogi fonda il movimento della Sinistra Repubblicana, successivamente confluito nei Democratici di Sinistra.
- Antonio Maccanico fonda l'Unione Democratica mentre il sindaco di Catania Enzo Bianco, dopo l'esperienza in AD, aderisce a I Democratici.

Alle elezioni europee del 1994 il PRI raccoglie lo 0,7% dei voti e un seggio.

### Nel centro-sinistra con L'Ulivo
Preso atto dell'impossibilità di dar vita a una credibile alternativa centrista, nel 1995 il partito avvia un dialogo con L'Ulivo. I repubblicani eleggono con il loro simbolo quattro consiglieri in quattro consigli regionali: Marche, Lazio, Campania e Calabria. Nel frattempo Denis Ugolini e Luciana Sbarbati, precedentemente eletti nelle file dei Progressisti con Alleanza Democratica, accettano di tornare.
Alle elezioni politiche del 1996 il PRI si presenta quindi nell'alleanza di centro-sinistra. Il sostegno alla candidatura di Romano Prodi a presidente del Consiglio diviene concreta sia nel maggioritario sia nella quota proporzionale con la lista Popolari per Prodi composta da Partito Popolare, Unione Democratica e Südtiroler Volkspartei.
Gli eletti sono Luciana Sbarbati e Giorgio La Malfa, che subito abbandonano il progetto dell'Unione Democratica di Antonio Maccanico (alla quale hanno aderito anche Alleanza Democratica e i liberali di Valerio Zanone) e scelgono di entrare nel gruppo misto. Nel corso della legislatura costoro si uniranno brevemente ai membri della Lista Dini – Rinnovamento Italiano, per formare infine i Federalisti, Liberaldemocratici e Repubblicani con l'iscrizione al partito di Gianantonio Mazzocchin.
Nel 1998 Armando Corona fonda il partito Unità Repubblicana (il cui simbolo è costituito da tre foglie di edera) che si professa di centro-destra. Esso collabora per breve tempo al progetto dell'Unione Democratica per la Repubblica.
Alle elezioni europee del 1999 il cartello promosso con la Federazione dei Liberali ottenne lo 0,54 % dei consensi e un eletto.

### Passaggio alla coalizione di centro-destra
A fine legislatura (dopo cinque anni di infruttuosa esperienza a sostegno dei governi de L'Ulivo a guida Prodi, Massimo D'Alema e Giuliano Amato) avviene il passaggio nello schieramento di centro-destra, decretato ufficialmente dal XLII congresso di Bari del gennaio 2001. In dissenso con questa decisione e con solo il 5% dei voti dei delegati, Luciana Sbarbati abbandona polemicamente per costituire il Movimento Repubblicani Europei.
Il risultato ottenuto alle elezioni politiche del 2001 frutta un deputato (Giorgio La Malfa, eletto all'interno di Forza Italia) e un senatore (Antonio Del Pennino), eletto nella Casa delle Libertà. Il 6 ottobre La Malfa lascia dopo quattordici anni la segreteria per assumere la presidenza, venendo sostituito da Francesco Nucara.
Nell'ottobre 2002 il XLIII congresso nazionale di Fiuggi si svolge senza problemi e tutti sono con concordi nel volere un'azione riformatrice maggiormente incisiva. Nel giugno 2003 riprendono le pubblicazioni de La Voce Repubblicana. Nell'aprile 2005 La Malfa e Nucara entrano nel Governo Berlusconi III, dove assumono rispettivamente le prestigiose funzioni di ministro per le politiche comunitarie e viceministro all'ambiente.
L'iter legislativo per l'approvazione della nuova legge elettorale proporzionale provoca però un'aspra contestazione nei confronti degli alleati. È però lo stesso Berlusconi, intervenuto al congresso, a ricucire i rapporti.
Nel 2006 il PRI ottiene il riconoscimento dell'esclusività del simbolo dell'edera, dal momento che un'ordinanza ne vieta l'utilizzo al Movimento Repubblicani Europei.

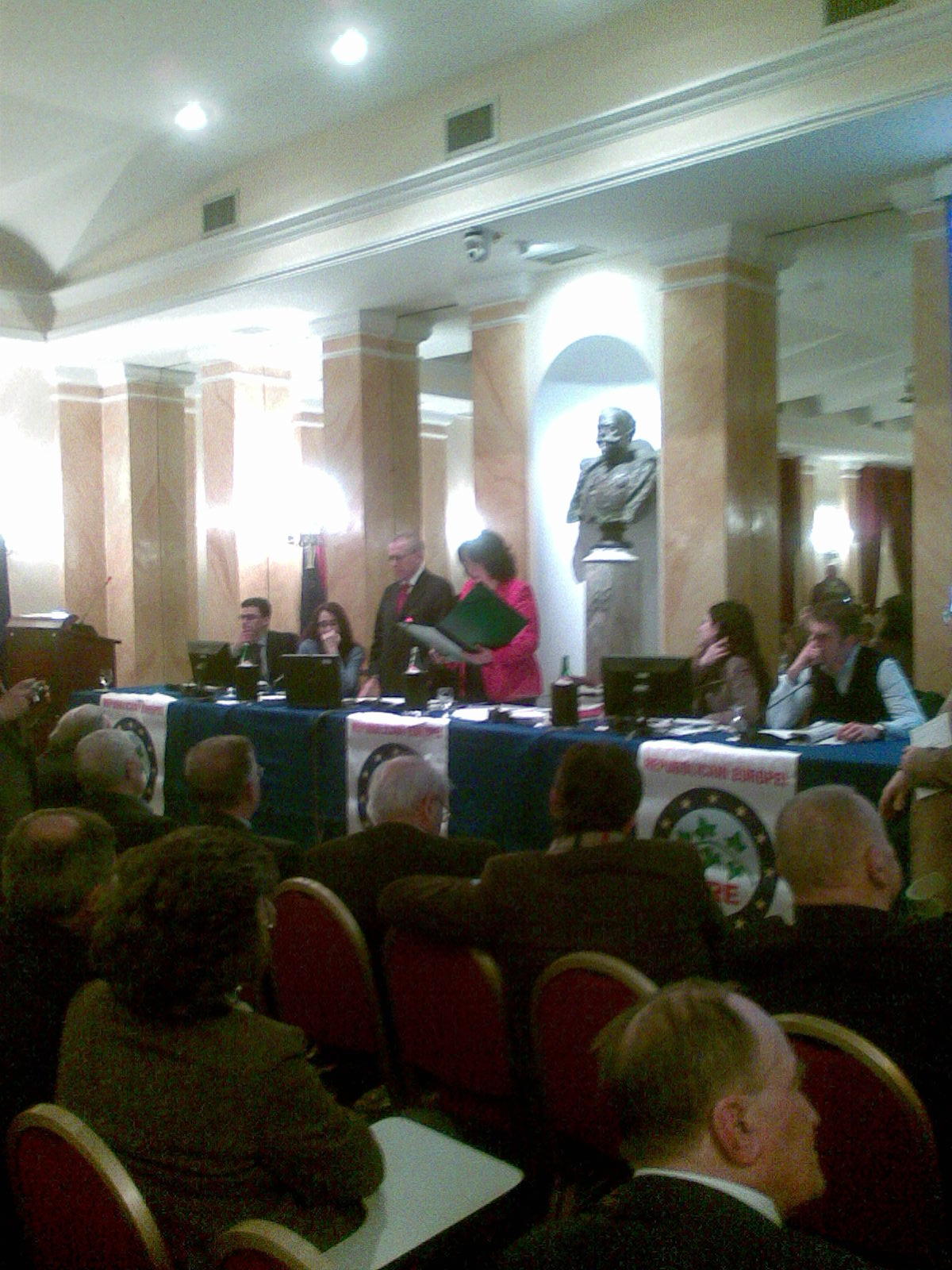
Francesco Nucara e Luciana Sbarbati il 28 febbraio 2009

In occasione delle elezioni politiche del 2006 i dirigenti stipulano un rapporto di collaborazione con Forza Italia, finalizzato al sicuro ottenimento di seggi parlamentari in quelle liste. Medesimo scenario alle consultazioni amministrative.
La direzione nazionale approva inoltre un documento con il quale viene ratificata la scelta di partecipare attivamente alla stesura del programma della Casa delle Libertà, impegnandosi per scongiurare un referendum per cambiare la legge Calderoli in senso maggioritario.
Il 16 marzo 2007 il gruppo misto alla Camera dei deputati saluta la nascita della componente Liberali, Repubblicani, Riformatori, alla quale aderiscono Giorgio La Malfa, Francesco Nucara e Giovanni Ricevuto, esponente del Nuovo PSI.
Dal XLV congresso di Roma emerge la volontà di una linea maggiormente autonoma.
La successiva vincente scelta di inserire La Malfa e Nucara all'interno del Popolo della Libertà per le elezioni politiche del 2008 rende possibile un accordo con i Liberal Democratici e Movimento Associativo Italiani all'Estero per formare una nuova componente nel gruppo misto, Repubblicani, Regionalisti, Popolari, in seguito nota come Repubblicani Azionisti – Alleanza di Centro.
A essa aderiscono Aurelio Misiti, Mario Baccini, Francesco Pionati, Calogero Mannino, Giuseppe Ossorio e Mario Pepe. Fra i temi affrontati citiamo la battaglia per giungere all'approvazione di una legge concernente il testamento biologico.
Dopo il mancato tentativo di raggruppare un numero sufficiente di deputati a sostegno del Governo Berlusconi IV il 14 dicembre 2010 l'insofferente La Malfa, disattendendo le indicazioni della segreteria, nega la fiducia, venendo per questo sospeso dalla direzione nazionale.

### Riunificazione con il Movimento Repubblicani Europei
All'indomani della modifica della legge per le elezioni europee che prevede lo sbarramento al 4% il Movimento Repubblicani Europei della senatrice Luciana Sbarbati avvia un percorso di riavvicinamento che si concretizza durante il XLVI Congresso di Roma dal 25 al 27 febbraio 2011.
Nel giugno 2011 Antonio Del Pennino rimpiazza un senatore deceduto mentre il 16 novembre seguente il vicesegretario Gianfranco Polillo entra in qualità di tecnico nel Governo Monti. L'8 giugno 2011 Giorgio La Malfa viene espulso dal partito per non avere votato la fiducia al Governo Berlusconi.
Nei mesi successivi ottiene il 6,51% dei voti validi alle elezioni amministrative di Brindisi.

### Esclusione dal Parlamento e sostegno a Guy Verhofstadt
Le nuove elezioni politiche del 24 e 25 febbraio 2013 non offrono motivi di soddisfazione.
Alcuni militanti si candidano all'interno della lista Con Monti per l'Italia, altri nell'Unione di Centro, mentre le uniche liste autonome vengono presentate nelle circoscrizioni di Emilia-Romagna e Sicilia.
In occasione delle elezioni europee del 2014 vi è invece l'appoggio a Scelta Europea, lista che sostiene la candidatura dell'ex primo ministro belga Guy Verhofstadt alla presidenza della Commissione europea.

### XLVII congresso
Nel corso del XLVII congresso del marzo 2015 i delegati approvano a maggioranza la relazione del coordinatore nazionale Saverio Collura.
Questi annuncia la ricerca di convergenze con quelle formazioni convinte della necessità di un confronto serio e serrato in questa difficile fase, dal momento che le soluzioni messe in atto dal Governo Renzi non appaiono congruenti con le esigenze e gli obiettivi del Paese. A tal proposito è interessante il dibattito riguardante una possibile Costituente liberaldemocratica che rappresenti un'efficace alternativa di sviluppo e di occupazione.
La gravità della crisi impone quindi un intervento straordinario in grado di produrre l'effetto di imprimere una svolta positiva al sistema produttivo del nord e nel contempo di disporre di risorse finanziarie necessarie per impedire il tracollo per eccesso di austerità del sud e per investire finalmente in adeguate infrastrutture.
Il futuro dell'Italia è necessariamente connesso sia all'affermazione della prospettiva politico-federativa dell'Unione europea, fermo restando i mancati progressi dell'integrazione evidenziati anche dalla consapevolezza di aver trascurato aspetti rilevanti del Trattato di Lisbona, sia al consolidamento definitivo della moneta unica, come opportunità di crescita economica, di integrazione sociale e di visione solidale nei rapporti tra gli Stati.

### Elezioni amministrative e regionali del 2014-2015
Alle elezioni amministrative del 2014 il simbolo è presente solo a Cesena, Torre del Greco e Reggio Calabria, dove raccoglie rispettivamente il 2,7%, il 3,2% (ottenendo un seggio) e l'1,8%.
Alle elezioni regionali calabre del novembre 2014 si presenta uniti ad Alleanza per l'Italia, Demokratici, Autonomia Sud e Moderati nella lista Calabria in Rete. Tale lista sostiene il candidato del centrosinistra e ottiene il 5,2% e un seggio in consiglio regionale.
Alle elezioni regionali nelle Marche del 2015 delle riunioni portano a convergere sul nome di Gian Mario Spacca, il quale dopo aver abbandonato il Partito Democratico si è presentato sotto le insegne di Marche 2020 – Area Popolare. Questo accordo ha fruttato il 4%.
Alle elezioni regionali in Campania del 2015 si candidano dei suoi esponenti tra le file dei Popolari per l'Italia, che appoggiano il governatore uscente di Forza Italia Stefano Caldoro. Tuttavia con lo 0,8% la lista non riesce a superare la soglia di sbarramento necessaria per ottenere posti in consiglio regionale.

### Elezioni amministrative e regionali del 2016-2017
Nel gennaio 2016 Corrado De Rinaldis Saponaro assume la carica di coordinatore mentre l'11 aprile seguente quattro deputati fuoriusciti dalla Lega Nord e legati a Flavio Tosi costituiscono una componente del gruppo misto in seguito rafforzata dalla presenza di Enrico Costa.
In vista delle elezioni amministrative del 2016 si presenta tra le città capoluogo a Ravenna e Napoli. Nella prima città hanno registrato il 4,4%, conquistando due seggi nel Consiglio comunale, mentre a Napoli hanno raggiunto appena lo 0,2% nonostante l'alleanza con i liberali.
La posizione relativa al referendum sulla riforma costituzionale Renzi-Boschi, tenutosi il 4 dicembre 2016, è stata per il NO.
A dicembre torna ufficialmente a iscriversi l'ex parlamentare Stelio De Carolis.
In vista delle elezioni regionali in Sicilia del 2017 l'iniziale sostegno a Roberto Lagalla, ex rettore dell'Università di Palermo e capo politico di Idea Sicilia, prosegue quando quest'ultimo entra nella coalizione di Nello Musumeci, ufficialmente candidato (in seguito vincente) quale presidente della Sicilia.

### XLVIII congresso e alleanza con ALA
Il XLVIII congresso svoltosi a Roma fra l'8 e il 10 dicembre 2017, nominato Risorgimento della Ragione, elegge segretario Corrado de Rinaldis Saponaro e illustra un programma europeista, anti-populista e contro le crescenti diseguaglianze e la precarietà.
Il 23 dicembre 2017 Mario D'Apuzzo, vicesindaco di Gragnano precedentemente candidatosi con Il Popolo della Libertà in Campania, prende la tessera e subentra come senatore a Giuseppe Compagnone, dimessosi per incompatibilità.
Questi aderisce al gruppo parlamentare Alleanza Liberalpopolare - Autonomie (ALA), che muta denominazione in ALA–PRI, consentendo la partecipazione del partito alle elezioni politiche del 2018 senza la necessità di raccogliere le firme e ottenendo lo 0,06% dei voti alla Camera e lo 0,09% al Senato.
Alle comunali di Brindisi del giugno 2018 i repubblicani ottengono l'8,5% e 1 consigliere.

### XLIX congresso e Programma per l'Italia
Il XLIX congresso, tenutosi a Bari tra il 9 e il 10 marzo 2019, dichiara conclusa ogni collaborazione con la coalizione di centro-destra, considerato ormai ostaggio di forze populiste e sovraniste. Viene inoltre riammesso nel partito Giorgio La Malfa.
Alle elezioni europee del 2019 il PRI presenta alcuni candidati, tra cui il vice segretario Fusignani, nella lista di +Europa.
A Cesena, a seguito dell'elezione di Enzo Lattuca a sindaco, i repubblicani ottengono rappresentanza nella giunta comunale. Tra i comuni superiori, i repubblicani ottengono un buon risultato a Cervia, dove conquistano il 7% e un seggio in consiglio comunale. A Forlì il partito presenta dei suoi candidati all'interno della lista Lega a supporto del candidato del centrodestra unito Gian Luca Zattini. A seguito della vittoria di quest'ultimo la repubblicana Alessandra Ascari Raccagni verrà eletta presidente del consiglio comunale.
Alle elezioni regionali in Emilia-Romagna del 2020 il partito crea una lista in comune con Più Europa e con il Partito Socialista a sostegno del governatore uscente Stefano Bonaccini. Alle regionali di settembre in Toscana partecipa alla lista Orgoglio Toscana per Giani Presidente insieme a CD, IdV, PSI e realtà civiche, in Campania insieme a Lega per l’Italia sostiene Vincenzo De Luca, nelle Marche con una propria lista sostiene il candidato di centro-destra Francesco Acquaroli, in Veneto appoggia Daniela Sbrollini con Italia Viva, PSI e Civica per il Veneto mentre in Puglia non presenta alcuna lista garantendo però il “sostegno a personalità di area repubblicana inserite nelle liste civiche presenti nella coalizione del Presidente uscente“ Michele Emiliano come quella di Senso Civico.
Il 21 gennaio 2021 Azione e +Europa annunciano, dopo aver già formato un gruppo parlamentare comune a novembre 2020, "il rafforzamento del loro coordinamento politico e la partecipazione ad iniziative comuni. Continuando a lavorare insieme per costruire una lista liberal democratica in vista delle prossime elezioni politiche includendo movimenti politici, associazioni e personalità che abbiano condiviso i nostri valori e proposte." Già a novembre 2020, in seguito alla costituzione del gruppo parlamentare e tramite documento politico congiunto, il Partito Repubblicano Italiano aveva siglato un accordo con Azione volto a perseguire questo obiettivo, riconfermando l'impegno a gennaio 2021.
Da marzo 2021 PRI, Azione, +Europa, ALI e I Liberali chiamano Carlo Cottarelli a presiedere "Programma per l’Italia", un comitato scientifico che formalizzerà proposte di matrice liberale per un nuovo programma di governo.
Alle amministrative del 2021 i repubblicani, nella coalizione di centrosinistra, ottengono il 5,2% a Ravenna e due consiglieri comunali. A Cesenatico, dove si presentano sempre a supporto del candidato PD, raggiungono il 3,3%, perdendo quindi rappresentanza in consiglio comunale. A Roma il PRI candida diversi suoi iscritti nelle liste Calenda Sindaco sia ai Consigli municipali che all'Assemblea Capitolina. A Milano la federazione locale decide di sostenere il candidato sindaco di centrodestra Bernardo e candida l'ex assessore Franco de Angelis all'interno della sua lista civica, il quale ottiene 192 preferenze e non risulta così eletto.

### Elezioni politiche del 2022 ed europee del 2024
In vista delle elezioni politiche del 2022 la direzione nazionale si dichiara disponibile ad un'alleanza con Insieme per il futuro e Centro Democratico, al fine di costituire un'unica lista elettorale. In seguito, però, viene annunciato un accordo elettorale con la lista unica Azione - Italia Viva.
Il 10 marzo 2024 il Consiglio Nazionale del partito approva un patto federativo con Azione in vista delle elezioni europee e comunali di giugno. Nello stesso periodo il PRI torna nelle assemblee legislative regionali con l'adesione del consigliere campano Luigi Cirillo che con doppia tessera rappresenta anche Azione. Anche alle regionali in Liguria, Emilia-Romagna e Umbria di ottobre e novembre il PRI si presenta con Azione, senza entrare in consiglio.

## Ideologia
(Dall'art. 1 dello statuto)
I suoi riferimenti culturali sono essenzialmente riconducibili alla dottrina mazziniana. Inizialmente ancorato a posizioni di sinistra anticlericale, di stampo non marxista, nel corso degli anni ha assunto tratti laici e liberal democratici, accompagnati da posizioni europeiste.

## Struttura
Gli organi principali sono il Congresso nazionale, la Segreteria nazionale (6 membri), il Consiglio nazionale (100 membri complessivi) e la Direzione nazionale (45 membri).
Il Congresso nazionale è l'organo sovrano e definisce gli indirizzi generali; esamina l'attività politica, organizzativa e amministrativa svolta dagli altri settori, delibera sui provvedimenti amministrativi e finanziari, elegge il Consiglio nazionale e adotta le delibere previste dallo statuto. Il Consiglio nazionale è il massimo organo deliberativo politico del partito tra un Congresso nazionale e il successivo. Elegge con votazioni separate il segretario e la Direzione nazionale, fissandone il numero dei componenti ed eventualmente il presidente.
La Direzione nazionale rende esecutive le delibere del Congresso e del Consiglio nazionale e vigila sull'esatta osservanza dello statuto e coordina e stimola l'attività delle organizzazioni periferiche.

### Segretari
- Giuseppe Gaudenzi (novembre 1895 – maggio 1897)
- Giovanni Battista Pirolini (maggio 1897 – maggio 1898)
- Giuseppe Gaudenzi (settembre 1898 – settembre 1899)
- Urbano Urbani (settembre 1899 – aprile 1900)
- Giovanni Battista Bosdari (aprile 1900 – ottobre 1900)
- Eugenio Chiesa (novembre 1900 – ottobre 1902)
- Umberto Serpieri (ottobre 1902 – ottobre 1903)
- Carlo Alberto Guizzardi (ottobre 1903 – marzo 1907)
- Mario Alliata, Bartolomeo Filipperi, Carlo Alberto Guizzardi (segreteria collegiale, marzo 1907 – maggio 1908)
- Mario Alliata, Carlo Quartieroni, Eugenio Chiesa, Carlo Alberto Guizzardi, Filomeno Filoni (segreteria collegiale, maggio 1908 – giugno 1908)
- Umberto Serpieri (giugno 1908 – aprile 1910)
- Otello Masini (aprile 1910 – maggio 1912)
- Oliviero Zuccarini (luglio 1912 – luglio 1916)
- Armando Casalini (luglio 1916 – giugno 1919)
- Carlo Bazzi, Armando Casalini, Oliviero Zuccarini (segreteria collegiale, giugno 1919 – dicembre 1919)
- Armando Casalini, Mario Gibelli, Giuseppe Gaudenzi (segreteria collegiale, dicembre 1919 – aprile 1920)
- Fernando Schiavetti (aprile 1920 – novembre 1922)
- Giuseppe Gaudenzi (vicesegretario e di fatto segretario, dicembre 1922 – maggio 1925)
- Mario Bergamo (maggio 1925 – giugno 1928)
- Cipriano Facchinetti (giugno 1928 – marzo 1932)
- Raffaele Rossetti (marzo 1932 – aprile 1933)
- Randolfo Pacciardi (aprile 1933 – marzo 1934)
- Giuseppe Chiostergi (marzo 1934 – febbraio 1935)
- Mario Angeloni (fino a luglio 1936), Cipriano Facchinetti (segreteria collegiale affidata alla sezione di Parigi, febbraio 1935 – aprile 1938)
- Ottavio Abbati (aprile 1938 – luglio 1938)
- Randolfo Pacciardi, Cipriano Facchinetti (segreteria collegiale di fatto, luglio 1938 – gennaio 1942)
- Mario Carrara (segretario della Federazione Repubblicana delle Americhe, ottobre 1942 – luglio 1943)
- Giovanni Conti (Italia centrale e territori liberati, luglio 1943 – aprile 1945)
- Umberto Pagani (territori occupati, luglio 1943 – aprile 1945)
- Randolfo Pacciardi (maggio 1945 – settembre 1946)
- Giulio Andrea Belloni (ottobre 1946 – gennaio 1947)
- Randolfo Pacciardi (gennaio 1947 – dicembre 1947)
- Giulio Andrea Belloni, Ugo La Malfa, Oronzo Reale (segreteria collegiale, dicembre 1947 – gennaio 1948)
- Giulio Andrea Belloni, Giuseppe Chiostergi, Amedeo Sommovigo (segreteria collegiale, gennaio 1948 – maggio 1948)
- Giovanni Pasqualini, Franco Simoncini, Amedeo Sommovigo (segreteria collegiale, maggio 1948 – febbraio 1949)
- Oronzo Reale, Franco Simoncini, Amedeo Sommovigo (segreteria collegiale, febbraio 1949 – maggio 1950)
- Oronzo Reale (maggio 1950–dicembre 1963)
- Oddo Biasini, Claudio Salmoni, Emanuele Terrana (segreteria collegiale, gennaio 1964 – marzo 1965)
- Ugo La Malfa (aprile 1965 – febbraio 1975)
- Oddo Biasini (marzo 1975 – settembre 1979)
- Giovanni Spadolini (settembre 1979 – settembre 1987)
- Giorgio La Malfa (12 settembre 1987 – 6 ottobre 2001)
  - Giorgio Bogi  (vicesegretario reggente, 26 febbraio 1993 – gennaio 1994)
- Francesco Nucara (6 ottobre 2001 – 18 dicembre 2017)
- Corrado De Rinaldis Saponaro (18 dicembre 2017 – in carica)

### Presidenti
- Oronzo Reale (1965 – 1975)
- Ugo La Malfa (1975 – 1979)
- Bruno Visentini (1979 – 1992)
- Guglielmo Negri (1995 – 2000)
- Giorgio La Malfa (2001 – 2006)
- Francesco Nucara (14 dicembre 2013 – 18 dicembre 2017)

## Presidenti dei gruppi parlamentari

### Camera dei deputati
- 1º luglio 1946 – 8 febbraio 1947: Randolfo Pacciardi
- 8 febbraio 1947 – 10 giugno 1947: Cipriano Facchinetti, vice: Cino Macrelli
- 10 giugno 1947 – 31 gennaio 1948: Cino Macrelli, vice: Oliviero Zuccarini
- 1º giugno 1948 – 28 gennaio 1950: Ugo La Malfa
- 28 gennaio 1950 – 2 giugno 1953: Ezio Amadeo
- 21 luglio 1953 – 31 dicembre 1962: Cino Macrelli[184]
- 31 dicembre 1962 – 15 maggio 1963: Oronzo Reale[184]
- 12 dicembre 1963 – 7 luglio 1973: Ugo La Malfa, vice: Pietro Bucalossi
- 12 luglio 1973 – 23 novembre 1974: Oronzo Reale, vice: Oddo Biasini
- 16 dicembre 1974 – 24 febbraio 1976: Oddo Biasini, vice: Oscar Mammì
- 24 febbraio 1976 – 4 luglio 1976: Oronzo Reale, vice: Oscar Mammì
- 15 luglio 1976 – 19 giugno 1979: Oddo Biasini, vice: Oscar Mammì
- 5 luglio 1979 – 29 luglio 1981: Oscar Mammì, vice: Antonio Del Pennino
- 29 luglio 1981 – 3 agosto 1987: Adolfo Battaglia, vice: Antonio Del Pennino, poi Mauro Dutto
- 3 agosto 1987 – 13 gennaio 1993: Antonio Del Pennino, vice: Guglielmo Castagnetti & Stelio De Carolis, poi Enrico Ermelli Cupelli & Gaetano Gorgoni
- 13 gennaio 1993 – 23 settembre 1993: Giuseppe Galasso, vice: Guglielmo Castagnetti & Gaetano Gorgoni, poi Luciana Sbarbati
- 23 settembre 1993 – 26 gennaio 1994: Alfredo Bianchini, vice: Luciana Sbarbati
- 26 gennaio 1994 – 14 aprile 1994: Luciana Sbarbati, vice: Guglielmo Castagnetti & Gaetano Gorgoni
- 15 aprile 1994 – 29 maggio 2001: Luciana Sbarbati[185]
- 30 maggio 2001 – 27 aprile 2006: Giorgio La Malfa[185]
- 28 aprile 2006 – 14 marzo 2013: Francesco Nucara[185]

### Senato della Repubblica
- 8 maggio 1948 – 7 febbraio 1950: Giovanni Conti, vice: Giovanni Battista Boeri
- 1º gennaio 1950 – 24 giugno 1953: Cino Macrelli, vice: Giovanni Battista Boeri
- 16 maggio 1963 – 25 agosto 1963: Cino Macrelli[186]
- 6 giugno 1968 – 31 gennaio 1977: Michele Cifarelli[187]
- 2 febbraio 1977 – 20 marzo 1979: Giovanni Spadolini, vice: Michele Cifarelli
- 11 aprile 1979 – 19 giugno 1979: Biagio Pinto
- 28 giugno 1979 – 10 agosto 1979: Libero Gualtieri
- 11 agosto 1979 – 23 ottobre 1979: Giovanni Spadolini, vice: Claudio Venanzetti
- 24 ottobre 1979 – 14 aprile 1994: Libero Gualtieri, vice: Claudio Venanzetti, poi Giorgio Covi
- 30 maggio 2001 – 28 aprile 2008: Antonio Del Pennino[186]
- 15 giugno 2011 – 14 marzo 2013: Antonio Del Pennino[186]

## Congressi
- I congresso: Bologna, 1º novembre 1895
- II congresso: Firenze, 27–29 maggio 1897
- III congresso: Lugano, 8–9 settembre 1899
- IV congresso: Firenze, 1–3 novembre 1900
- V congresso: Ancona, 19 febbraio 1901
- VI congresso: Pisa, 6–8 ottobre 1902
- VII congresso: Forlì, 3–5 ottobre 1903
- VIII congresso: Genova, 22–24 giugno 1905
- IX congresso: Roma, 3–5 maggio 1908
- X congresso: Firenze, 9–11 aprile 1910
- XI congresso: Ancona, 18–20 maggio 1912
- XII congresso: Bologna, 16–18 maggio 1914
- XIII congresso: Roma, 13–15 dicembre 1919
- XIV congresso: Ancona, 25–27 settembre 1920
- XV congresso: Trieste, 22–25 aprile 1922
- XVI congresso: Roma, 16–18 dicembre 1922
- XVII congresso: Milano, 9–10 maggio 1925
- Congressi dell'esilio (senza numerazione):
  - Lione, 30 giugno–1º luglio 1928
  - Parigi, 29–30 giugno 1929
  - Annemasse, 28–29 marzo 1931
  - St. Louis, 27–28 maggio 1932
  - Parigi, 23–24 aprile 1933
  - Lione, 24–25 marzo 1934
  - Parigi, 3 febbraio 1935
  - Parigi, 11–12 giugno 1938
  - Portsmouth, 9–10 ottobre 1943
- Congresso clandestino dell'Alta Italia:
  - Milano, 5 dicembre 1943
- XVIII congresso: Roma, 9–11 febbraio 1946
- XIX congresso: Bologna, 17–20 gennaio 1947
- XX congresso: Napoli, 16–18 febbraio 1948
- XXI congresso: Roma, 5–8 febbraio 1949
- XXII congresso: Livorno, 18–21 maggio 1950
- XXIII congresso: Bari, 6–8 marzo 1952
- XXIV congresso: Firenze, 29 aprile–2 maggio 1954
- XXV congresso: Roma, 16–19 marzo 1956
- XXVI congresso: Firenze, 20–23 novembre 1958
- XXVII congresso: Bologna, 3–6 marzo 1960
- XXVIII congresso: Livorno, 31 maggio–3 giugno 1962
- XXIX congresso: Roma, 25–29 marzo 1965
- XXX congresso: Milano, 7–10 novembre 1968
- XXXI congresso: Firenze, 11–14 novembre 1971
- XXXII congresso: Genova, 27 febbraio–2 marzo 1975
- XXXIII congresso: Roma, 14–18 giugno 1978
- XXXIV congresso: Roma, 22–25 maggio 1981
- XXXV congresso: Milano, 27–30 aprile 1984
- XXXVI congresso: Firenze, 22–26 aprile 1987
- XXXVII congresso: Rimini, 11–15 maggio 1989
- XXXVIII congresso: Carrara, 11–14 novembre 1992
- XXXIX congresso: Roma, 4–6 marzo 1995
- XL congresso: Roma, 9–11 aprile 1999
- XLI congresso: Chianciano, 28–30 gennaio 2000
- XLII congresso: Bari, 26–28 gennaio 2001
- XLIII congresso: Fiuggi, 25–27 ottobre 2002
- XLIV congresso: Fiuggi, 4–6 febbraio 2005
- XLV congresso: Roma, 30 marzo–1º aprile 2007
- XLVI congresso: Roma, 25–27 febbraio 2011
- XLVII congresso: Roma, 6–8 marzo 2015
- XLVIII congresso: Roma, 8–10 dicembre 2017
- XLIX congresso: Bari, 9–10 marzo 2019
- L congresso: Roma, 6-8 maggio 2022

## Iscritti

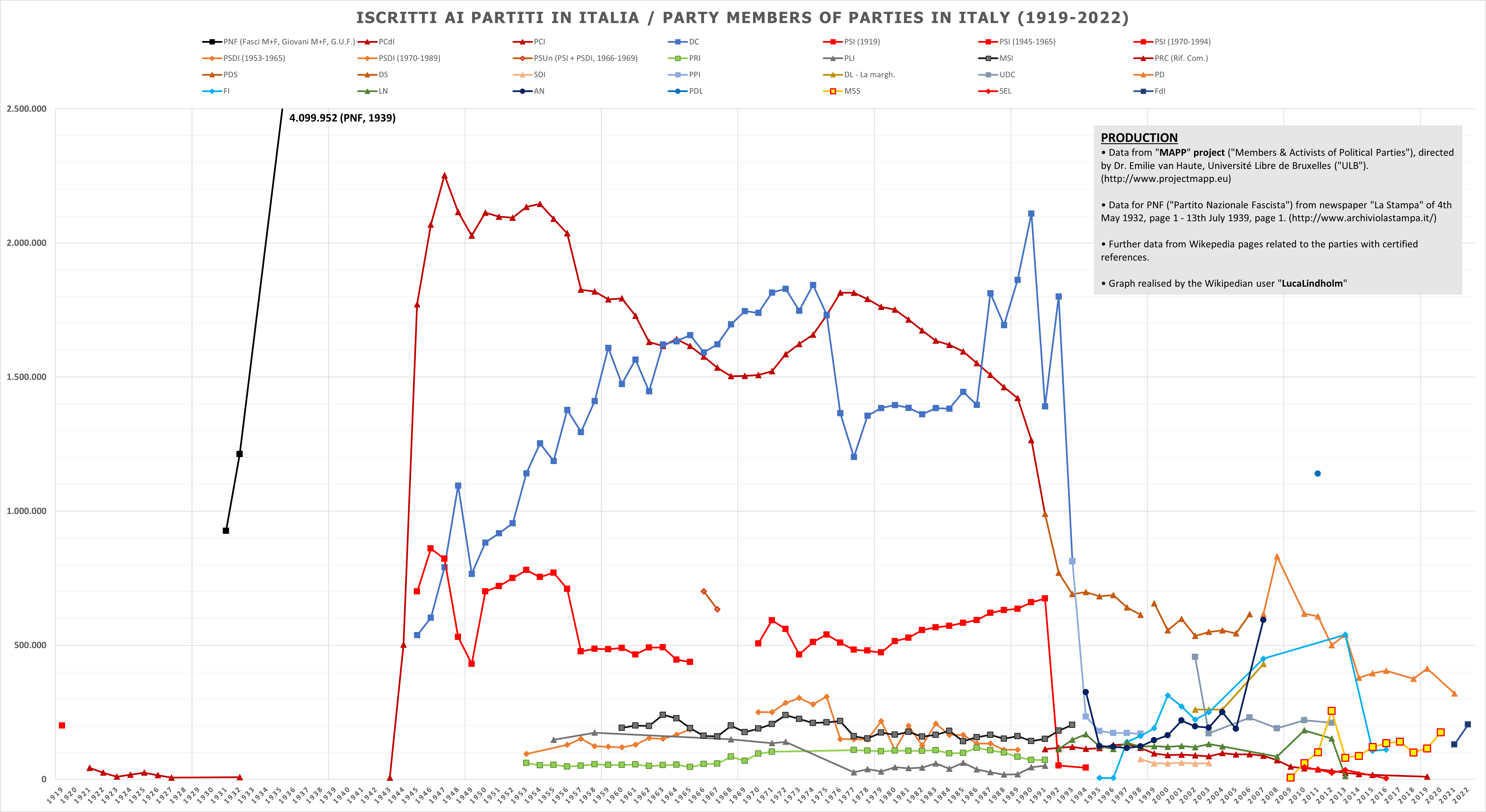
Andamento del numero di iscritti al PRI (1953 - 1971 / 1977 - 1991).

Questa è l'evoluzione del numero di iscritti al PRI:
- 1953 - 60.939
- 1954 - 51.911
- 1955 - 53.656
- 1956 - 47.093
- 1957 - 50.611
- 1958 - 56.166
- 1959 - 53.258
- 1960 - 53.258
- 1961 - 55.354
- 1962 - 49.307
- 1963 - 52.499
- 1964 - 54.526
- 1965 - 45.492
- 1966 - 56.570
- 1967 - 58.591
- 1968 - 84.280
- 1969 - 68.476
- 1970 - 95.368
- 1971 - 103.105
- 1977 - 108.859
- 1978 - 107.000
- 1979 - 104.000
- 1980 - 106.536
- 1981 - 106.000
- 1982 - 106.000
- 1983 - 108.201
- 1984 - 96.207
- 1985 - 97.839
- 1986 - 117.031
- 1987 - 107.949
- 1988 - 99.386
- 1989 - 83.498
- 1990 - 72.175
- 1991 - 71.886

## Nelle istituzioni

### Governi

#### Regno d'Italia
- Governo Salandra II, (1915–1916)
  - Salvatore Barzilai, Ministro senza portafoglio per le Terre liberate dal 16 luglio 1915
- Governo Boselli (1916–1917)
  - Ubaldo Comandini, Ministro senza portafoglio alla Propaganda bellica

#### Repubblica Italiana
- Governo De Gasperi II (1946–1947)
  - Cino Macrelli, Ministro senza portafoglio
  - Cipriano Facchinetti, Ministro della guerra
  - Enrico Martino, Sottosegretario di Stato al Ministero della guerra
  - Giuseppe Chiostergi, Sottosegretario di Stato al Ministero del commercio con l'estero
  - Giuseppe Salvatore Bellusci, Sottosegretario di Stato al Ministero della pubblica istruzione
- Governo De Gasperi III (1947)
  - Carlo Sforza, Ministro degli affari esteri (a titolo tecnico e non politico)
- Governo De Gasperi IV (1947–1948)
  - Randolfo Pacciardi, vicepresidente del Consiglio dal 15 dicembre 1947
  - Carlo Sforza, Ministro degli affari esteri
  - Cipriano Facchinetti, Ministro della difesa (dal 15 dicembre 1947)
  - Francesco De Vita, Sottosegretario di Stato al Ministero delle poste e telecomunicazioni (dal 22 dicembre 1947)
  - Luciano Magrini, Sottosegretario di Stato al Ministero del lavoro e previdenza sociale (dal 22 dicembre 1947)
- Governo De Gasperi V (1948–1950)
  - Carlo Sforza, Ministro degli affari esteri
  - Randolfo Pacciardi, Ministro della difesa
  - Enrico Malintoppi, Sottosegretario di Stato al Ministero della difesa
  - Ludovico Camangi, Sottosegretario di Stato al Ministero dei lavori pubblici
- Governo De Gasperi VI (1950–1951)
  - Ugo La Malfa, Ministro senza portafoglio col compito di procedere alla riorganizzazione dell'IRI
  - Carlo Sforza, Ministro degli affari esteri
  - Randolfo Pacciardi, Ministro della difesa
- Governo De Gasperi VII (1951–1952)
  - Carlo Sforza, Ministro senza portafoglio per gli Affari Europei fino al 4 settembre 1952)
  - Randolfo Pacciardi, Ministro della difesa
  - Ugo La Malfa, Ministro del commercio con l'estero
- Governo Fanfani IV (1962–1963)
  - Ugo La Malfa, Ministro del bilancio e della programmazione economica
  - Cino Macrelli, Ministro della marina mercantile
- Governo Moro I (1963–1964)
  - Oronzo Reale, Ministro di grazia e giustizia
- Governo Moro II (1964–1966)
  - Oronzo Reale, Ministro di grazia e giustizia
- Governo Moro III (1966–1968)
  - Oronzo Reale, Ministro di grazia e giustizia
- Governo Rumor I (1968–1969)
  - Oronzo Reale, Ministro delle finanze
- Governo Rumor III (1970)
  - Oronzo Reale, Ministro di grazia e giustizia
- Governo Colombo (1970–1972)
  - Oronzo Reale, Ministro di grazia e giustizia
- Governo Rumor IV (1973–1974)
  - Ugo La Malfa, Ministro del tesoro (fino al 28 febbraio 1974)
- Governo Moro IV (1974–1976)
  - Ugo La Malfa, vicepresidente del Consiglio
  - Oronzo Reale, Ministro di grazia e giustizia
  - Bruno Visentini, Ministro delle finanze
  - Pietro Bucalossi, Ministro dei lavori pubblici
  - Giovanni Spadolini, Ministro per i beni culturali e ambientali (primo della storia)
- Governo Andreotti V (1979)
  - Ugo La Malfa, vicepresidente del Consiglio e Ministro del bilancio e della programmazione economica
  - Bruno Visentini, Ministro del bilancio e della programmazione economica, dopo la scomparsa di La Malfa (26 marzo 1979)
  - Giovanni Spadolini, Ministro della pubblica istruzione (primo non DC della storia repubblicana)
- Governo Cossiga II (1980)
  - Giorgio La Malfa, Ministro del bilancio e della programmazione economica
  - Francesco Compagna, Ministro dei lavori pubblici
  - Oddo Biasini, Ministro per i beni culturali e ambientali
- Governo Forlani (1980–1981)
  - Giorgio La Malfa, Ministro del bilancio e della programmazione economica
  - Francesco Compagna, Ministro dei lavori pubblici
  - Oddo Biasini, Ministro per i beni culturali e ambientali
- Governo Spadolini I (1981–1982, primo governo della Repubblica non guidato dalla DC)
  - Giovanni Spadolini, Presidente del Consiglio dei ministri
  - Giorgio La Malfa, Ministro del bilancio e della programmazione economica
- Governo Spadolini II (1982)
  - Giovanni Spadolini, Presidente del Consiglio dei ministri
  - Giorgio La Malfa, Ministro del bilancio e della programmazione economica
- Governo Craxi I (1983–1986)
  - Oscar Mammì, Ministro senza portafoglio per i rapporti con il parlamento
  - Bruno Visentini, Ministro delle finanze
  - Giovanni Spadolini, Ministro della difesa
- Governo Craxi II (1986–1987)
  - Oscar Mammì, Ministro senza portafoglio per i rapporti con il parlamento
  - Bruno Visentini, Ministro delle finanze
  - Giovanni Spadolini, Ministro della difesa
- Governo Goria (1987–1988)
  - Aristide Gunnella, Ministro senza portafoglio per gli Affari regionali e problemi istituzionali
  - Oscar Mammì, Ministro delle Poste e telecomunicazioni
  - Adolfo Battaglia, Ministro dell'Industria
- Governo De Mita (1988–1989)
  - Antonio Maccanico, Ministro senza portafoglio per gli Affari regionali e problemi istituzionali
  - Oscar Mammì, Ministro delle Poste e telecomunicazioni
  - Adolfo Battaglia, Ministro dell'Industria
- Governo Andreotti VI (1989–1991)
  - Antonio Maccanico, Ministro senza portafoglio per gli Affari regionali e problemi istituzionali
  - Oscar Mammì, Ministro delle Poste e telecomunicazioni
  - Adolfo Battaglia, Ministro dell'Industria
- Governo Berlusconi III (2005–2006)
  - Giorgio La Malfa, Ministro senza portafoglio alle Politiche comunitarie
  - Francesco Nucara, Viceministro dell'Ambiente
- Governo Berlusconi IV (2008–2011)
  - Aurelio Misiti, Viceministro alle Infrastrutture e trasporti (2011)
- Governo Monti (2011)
  - Gianfranco Polillo, Sottosegretario di Stato del Ministero dell'economia e delle finanze

### Presidenza del Consiglio dei ministri
- Giovanni Spadolini (1981–1982)

### Presidenza del Senato della Repubblica
- Giovanni Spadolini (1987–1994)

### Camera dei deputati
| I legislatura                        | I legislatura | I legislatura |
| ------------------------------------ | ------------- | --- |
| Gruppo Partito Repubblicano Italiano | 9 deputati    | Del gruppo fece parte fino al 1951 anche Alessandro Scotti del Partito dei Contadini d'Italia. |
| II legislatura                       |               | |
| Gruppo misto                         | 5 deputati    | Il PRI esprimeva il presidente del Gruppo misto, Cino Macrelli. |
| III legislatura                      |               | |
| Gruppo misto                         | 6 deputati    | Il PRI esprimeva il presidente del Gruppo misto, Cino Macrelli fino al 1962, poi Oronzo Reale. |
| IV legislatura                       |               | |
| Gruppo Partito Repubblicano          | 5 deputati    | Gli eletti del PRI rimasero nel gruppo misto fino al novembre 1963, per poi formare il proprio gruppo autonomo. Fu escluso Randolfo Pacciardi, espulso dal partito per voto contrario al Governo Moro I. |
| V legislatura                        |               | |
| Gruppo Repubblicano                  | 9 deputati    | 9 deputati |
| VI legislatura                       |               | |
| Gruppo Partito Repubblicano          | 15 deputati   | 15 deputati |
| VII legislatura                      |               | |
| Gruppo Repubblicano                  | 14 deputati   | 14 deputati |
| VIII legislatura                     |               | |
| Gruppo Repubblicano                  | 16 deputati   | 16 deputati |
| IX legislatura                       |               | |
| Gruppo Repubblicano                  | 29 deputati   | 29 deputati |
| X legislatura                        |               | |
| Gruppo Repubblicano                  | 21 deputati   | 21 deputati |
| XI legislatura                       |               | |
| Gruppo Repubblicano                  | 27 deputati   | 27 deputati |

## Federazione Giovanile Repubblicana
Il movimento giovanile del PRI è la Federazione Giovanile Repubblicana (FGR), nato con il Congresso di Terni, svoltosi il 26 dicembre 1904. Nel corso del Novecento, tra i segretari nazionali vi furono Pietro Nenni, Raffaele Vanni, Enzo Bianco, Davide Giacalone e, dal 1984 al 1988, Oscar Giannino. L'attuale segretario della Federazione Giovanile Repubblicana è Marco Spina.

## Simbologia

1924
1946-1972
1972-Oggi

## Risultati elettorali

### Regno d'Italia
| Elezione | Camera dei deputati | Camera dei deputati | Camera dei deputati | Camera dei deputati | Legislatura |
| Elezione | Voti                | %                   | Seggi               | +/-                 | Legislatura |
| -------- | ------------------- | ------------------- | ------------------- | ------------------- | ----------- |
| 1897     | 60.833              | 4,92                | 25 / 508            |                     | XX          |
| 1900     | 79.127              | 5,71                | 29 / 508            | 4                   | XXI         |
| 1904     | 75.225              | 4,93                | 24 / 508            | 5                   | XXII        |
| 1909     | 81.461              | 4,72                | 24 / 508            | 0                   | XXIII       |
| 1913     | 102.102             | 2,04                | 17 / 508            | 7                   | XXIV        |
| 1919     | 53.197              | 0,94                | 4 / 508             | 13                  | XXV         |
| 1921     | 124.924             | 1,89                | 6 / 535             | 2                   | XXVI        |
| 1924     | 133.714             | 1,87                | 7 / 535             | 1                   | XXVII       |

### Repubblica Italiana
| Elezione | Assemblea Costituente              | Assemblea Costituente              | Assemblea Costituente | Assemblea Costituente | Assemblea Costituente    | Assemblea Costituente    | Assemblea Costituente   | Assemblea Costituente   | Assemblea Costituente | Posizione                |
| Elezione | Voti                               | %                                  | Seggi                 | Seggi                 | Seggi                    | Seggi                    | Seggi                   | Seggi                   | Seggi                 | Posizione                |
| --- | ---------------------------------- | ---------------------------------- | --------------------- | --------------------- | ------------------------ | ------------------------ | ----------------------- | ----------------------- | --------------------- | ------------------------ |
| 1946 | 1.003.007                          | 4,36                               | 23 / 556              | 23 / 556              | 23 / 556                 | 23 / 556                 | 23 / 556                | 23 / 556                | 23 / 556              | Maggioranza, Opposizione |
| Elezione | Camera dei deputati                | Camera dei deputati                | Camera dei deputati   | Camera dei deputati   | Senato della Repubblica  | Senato della Repubblica  | Senato della Repubblica | Senato della Repubblica | Legislatura           | Posizione                |
| Elezione | Voti                               | %                                  | Seggi                 | +/-                   | Voti                     | %                        | Seggi                   | +/-                     | Legislatura           | Posizione                |
| 1948 a | 652.477                            | 2,48                               | 9 / 574               |                       | 594.178                  | 2,62                     | 6 / 237                 |                         | I                     | Maggioranza              |
| 1953 | 437.988                            | 1,62                               | 5 / 590               | 4                     | 261.713                  | 1,08                     | 0 / 237                 | 6                       | II                    | Maggioranza, Opposizione |
| 1958 b | 405.574                            | 1,37                               | 6 / 596               | 1                     | 367.340                  | 1,39                     | 0 / 246                 | 0                       | III                   | Maggioranza, Opposizione |
| 1963 | 420.419                            | 1,37                               | 6 / 630               | 0                     | 231.599                  | 0,84                     | 1 / 315                 | 1                       | IV                    | Maggioranza, Opposizione |
| 1968 | 626.567                            | 1,97                               | 9 / 630               | 3                     | 622.420                  | 2,17                     | 2 / 315                 | 1                       | V                     | Maggioranza, Opposizione |
| 1972 | 954.597                            | 2,86                               | 15 / 630              | 6                     | 918.397                  | 3,05                     | 5 / 315                 | 3                       | VI                    | Maggioranza, Opposizione |
| 1976 | 1.134.936                          | 3,09                               | 14 / 630              | 1                     | 846.415                  | 2,69                     | 7 / 315                 | 2                       | VII                   | Maggioranza, Opposizione |
| 1979 | 1.110.209                          | 3,03                               | 16 / 630              | 2                     | 1.053.251                | 3,36                     | 6 / 315                 | 1                       | VIII                  | Maggioranza, Opposizione |
| 1983 | 1.874.512                          | 5,08                               | 29 / 630              | 13                    | 1.452.279                | 4,67                     | 11 / 315                | 5                       | IX                    | Maggioranza, Opposizione |
| 1987 | 1.429.628                          | 3,70                               | 21 / 630              | 8                     | 1.248.641                | 3,85                     | 8 / 315                 | 3                       | X                     | Maggioranza, Opposizione |
| 1992 | 1.722.465                          | 4,39                               | 27 / 630              | 6                     | 1.565.142                | 4,70                     | 10 / 315                | 2                       | XI                    | Maggioranza, Opposizione |
| 1994 | Nel Patto Segni                    | Nel Patto Segni                    | 1 / 630               | 26                    | Nel Patto per l'Italia   | Nel Patto per l'Italia   | 0 / 315                 | 10                      | XII                   | Opposizione              |
| 1996 | In Popolari per Prodi/L'Ulivo      | In Popolari per Prodi/L'Ulivo      | 2 / 630               | 1                     | Nell'Ulivo               | Nell'Ulivo               | 2 / 315                 | 2                       | XIII                  | Maggioranza, Opposizione |
| 2001 | In Forza Italia/Casa delle Libertà | In Forza Italia/Casa delle Libertà | 1 / 630               | 1                     | Nella Casa delle Libertà | Nella Casa delle Libertà | 1 / 315                 | 1                       | XIV                   | Maggioranza              |
| 2006 c | In Forza Italia                    | In Forza Italia                    | 2 / 630               | 1                     | 45.098                   | 0,13                     | 1 / 315                 | 0                       | XV                    | Opposizione              |
| 2008 | Nel Popolo delle Libertà           | Nel Popolo delle Libertà           | 2 / 630               | 0                     | Nel Popolo delle Libertà | Nel Popolo delle Libertà | 0 / 315                 | 1                       | XVI                   | Maggioranza, Opposizione |
| 2013 | 7.143                              | 0,02                               | 0 / 630               | 2                     | 8.476                    | 0,02                     | 0 / 315                 | 0                       | XVII                  | –                        |
| 2018 d | 20.943                             | 0,06                               | 0 / 630               | 0                     | 27.285                   | 0,09                     | 0 / 315                 | 0                       | XVIII                 | –                        |
| 2022 | In Azione - Italia Viva            | In Azione - Italia Viva            | 0 / 400               | 0                     | In Azione - Italia Viva  | In Azione - Italia Viva  | 0 / 200                 | 0                       | XIX                   | –                        |
| a Al Senato vanno aggiunti parte dei voti della lista Unità Socialista-PRI (607.792, 2,68%, 4 seggi di cui 2 repubblicani che sono stati inclusi nel totale) b Lista PRI - PR c Seggio al Senato ottenuto nelle liste di Forza Italia d Lista PRI - ALA |                                    |                                    |                       |                       |                          |                          |                         |                         |                       |                          |

### Elezioni europee
| Elezione | Voti                      | %                         | Seggi  | +/- | Legislatura |
| --- | ------------------------- | ------------------------- | ------ | --- | ----------- |
| 1979 | 895.558                   | 2,56                      | 2 / 81 |     | I           |
| 1984 a | 2.136.075                 | 6,11                      | 2 / 81 | 0   | II          |
| 1989 b | 1.533.053                 | 4,40                      | 3 / 87 | 6   | III         |
| 1994 | 223.099                   | 0,74                      | 1 / 87 | 2   | IV          |
| 1999 c | 168.620                   | 0,54                      | 1 / 87 | 0   | V           |
| 2004 d | 232.799                   | 0,72                      | 0 / 78 | 1   | VI          |
| 2014 | in Scelta Europea         | in Scelta Europea         | 0 / 73 | 0   | VIII        |
| 2019 | in Più Europa             | in Più Europa             | 0 / 76 | 0   | IX          |
| 2024 | in Azione - Siamo Europei | in Azione - Siamo Europei | 0 / 76 | 0   | X           |
| a Lista PRI - PLI (totale: 5 seggi, di cui 2 PRI e 3 PLI) b Lista PRI - PLI - Federalisti (totale: 4 seggi, di cui 3 PRI e 1 Federalisti) c Lista PRI - FdL d Lista PRI - I Liberal Sgarbi |                           |                           |        |     |             |